# Protestos na Grécia em 2010–2012
Os protestos na Grécia em 2010–2012 foram uma série de manifestações de rua e greves gerais que ocorrem em todo o país feitos por uma parte da população deste país contra as medidas de austeridade tomadas pelo governo.
Em 5 de maio de 2010, uma greve geral e manifestações nas grandes cidades foram realizadas em todo o país. Os protestos foram provocados devido aos planos de cortar os gastos públicos, tais como os salários e aumentar os impostos como medidas de austeridade em troca de 110 bilhões de euros de resgate no sentido de resolver a crise da dívida grega, em 2010. Três pessoas morreram no dia 5 de maio, em uma das maiores manifestações na Grécia, desde 1973.
Em 25 de maio de 2011, os ativistas anti-austeridade organizados pelo movimento "Democracia Direta Agora!", conhecido como o Movimento dos Cidadãos Indignados (em grego:  Κίνημα Αγανακτισμένων Πολιτών, Kínima Aganaktisménon-Politón), começaram a protestar nas principais cidades da Grécia. Esta segunda onda de protestos mostrou-se diferente dos anos anteriores, no sentido de que os manifestantes não são partidários e de que os protestos iniciaram-se através de meios pacíficos. Alguns dos eventos mais tarde tornaram-se violentos, particularmente na capital Atenas. Inspirado pelos protestos anti-austeridade na Espanha, estas manifestações foram organizadas inteiramente através das redes sociais, o que lhe valeu o apelido de "Maio do Facebook". As manifestações e protestos sentados foram encerradas oficialmente quando a polícia municipal retirou os manifestantes da Torre Branca de Thessaloniki em 7 de agosto de 2011.
Em 29 de Junho de 2011, confrontos violentos ocorreram entre as tropas de choque e ativistas quando o Parlamento grego votou a favor de aceitar exigências de austeridade da União Europeia. Incidentes de violência policial foram relatados pelos meios de comunicação internacionais, como a BBC, The Guardian, CNN iReport e The New York Times, bem como por investigação acadêmica e pela Anistia Internacional. O promotor de justiça de Atenas concordou em iniciar uma investigação sobre as acusações de uso excessivo de gás lacrimogêneo, bem como a alegada utilização de outras substâncias químicas expiradas e cancerígenos. A investigação está em curso.